# Гор (провинция)
Гор (пушту ‎и дари غور) — афганская провинция. На западе граничит с Гератом, на востоке — с Бамианом, на севере — с Фарьябом, на юге — с Гильмендом. Административный центр — город Чагчаран (Фирузкух).

## История
В Средние века (в 1148—1206 годах) провинция была центром государства Гуридов, которая подчиняла территории современного Афганистана, восточные провинции Ирана и западные провинции Пакистана.

## Административное деление
Провинция Гор делится на 10 уездов:
- Давлат-Яр;
- Ду-Лайна;
- Лал-ва-Сарджангал;
- Пасабанд;
- Сагар;
- Тайвара;
- Тулак;
- Чагчаран;
- Чарсада;
- Шахрак.